# Lijst van rijksmonumenten in Heteren
De plaats Heteren telt 9 inschrijvingen in het rijksmonumentenregister. Hieronder een overzicht.
| Object                                                                  | Oorspronkelijke functie? | Bouwjaar              | Architect | Locatie             | Coördinaten?                  | Nr.?   | Afbeelding                                                              |
| ----------------------------------------------------------------------- | ------------------------ | --------------------- | --------- | ------------------- | ----------------------------- | ------ | ----------------------------------------------------------------------- |
| 'De beemd'                                                              | Boerderij                | circa 1860            |           | Dorpsstraat 15      | 51° 57' 31" NB, 5° 45' 44" OL | 21976  | Meer afbeeldingen                                                       |
| Hervormde kerk vanwege preekstoel                                       | Vanwege onderdelen kerk  | 18e eeuw              |           | Kastanjelaan 14     | 51° 57' 42" NB, 5° 45' 19" OL | 21977  | Hervormde kerk vanwege preekstoel                                       |
| Toren der hervormde kerk                                                | Kerk en kerkonderdeel    | begin 14e eeuw        |           | Kastanjelaan bij 14 | 51° 57' 42" NB, 5° 45' 19" OL | 21978  | Meer afbeeldingen                                                       |
| Boerderij De Steeg                                                      | Boerderij                | 1649                  |           | O.L.Vrouwestr. 85   | 51° 57' 38" NB, 5° 44' 51" OL | 21979  | Meer afbeeldingen                                                       |
| Steenbakkerij Randwijk: Steenoven                                       | Industrie                | 1926                  |           | Renkumse Veerweg 3  | 51° 57' 43" NB, 5° 42' 31" OL | 521805 | Meer afbeeldingen                                                       |
| Steenbakkerij Randwijk: Fabrieksgebouw met kleidroogmachine en drogerij | Industrie                | tweede kwart 20e eeuw |           | Renkumse Veerweg 3  | 51° 57' 43" NB, 5° 42' 31" OL | 521806 | Steenbakkerij Randwijk: Fabrieksgebouw met kleidroogmachine en drogerij |
| Steenbakkerij Randwijk: droogschuur                                     | Industrie                | tweede kwart 20e eeuw |           | Renkumse Veerweg 3  | 51° 57' 43" NB, 5° 42' 31" OL | 521807 | Steenbakkerij Randwijk: droogschuur                                     |
| Steenbakkerij Randwijk: droogschuur                                     | Industrie                | tweede kwart 20e eeuw |           | Renkumse Veerweg 3  | 51° 57' 43" NB, 5° 42' 31" OL | 521808 | Steenbakkerij Randwijk: droogschuur                                     |
| Steenbakkerij Randwijk: droogschuur                                     | Industrie                | tweede kwart 20e eeuw |           | Renkumse Veerweg 3  | 51° 57' 43" NB, 5° 42' 31" OL | 521809 | Steenbakkerij Randwijk: droogschuur                                     |